# Manuel Correia de Jesus
Manuel Filipe Correia de Jesus GOIH (Madeira, 16 de dezembro de 1941) é um advogado, professor universitário e político português.

## Biografia
Militante do Partido Social Democrata (PPD/PSD). Foi deputado à Assembleia da República, eleito nas listas do PPD/PSD pelo círculo da Madeira, da II à XII legislatura, entre 1980 e 2015. Foi secretário de Estado dos Assuntos Parlamentares no primeiro governo de Cavaco Silva e secretário de Estado das Comunidades Portuguesas no seu segundo governo.
Enquanto deputado, pertenceu às comissões parlamentares de Defesa Nacional, de Ética, de Assuntos Europeus, de Assuntos Constitucionais, de Educação, Ciência e Cultura e de várias comissões parlamentares de inquérito e foi presidente do Grupo Parlamentar de Amizade Portugal-Venezuela e vogal do Grupo Parlamentar de Amizade Portugal-Alemanha. Foi ainda delegado à Assembleia Parlamentar da NATO, tendo presidindo à delegação portuguesa naquele órgão, membro do Conselho Superior de Defesa Nacional e membro da Comissão Consultiva para os Assuntos das Regiões Autónomas.

## Condecorações
Condecorações portuguesas:
- Grande-Oficial da Ordem do Infante D. Henrique de Portugal (21 de dezembro de 2015)
- Medalha da Defesa Nacional - 1.ª Classe
- Medalha de Mérito das Comunidades Portuguesas, grau ouro

Condecorações estrangeiras:
- Grã-Cruz da Ordem do Mérito Civil de Espanha (20 de março de 1989)
- Grã-Cruz com estrela e banda da Ordem do Mérito da República Federal da Alemanha (9 de maio de 1989)
- Grande-Oficial da Ordem Nacional do Mérito de França (28 de janeiro de 1991)
- Grã-Cruz da Ordem do Mérito do Luxemburgo